# Cisplatyna
Cisplatyna (łac. Cisplatinum), PtCl2(NH3)2 – nieorganiczny związek chemiczny, kompleks platyny na stopniu utlenienia II, w którym ligandami są 2 atomy chloru i 2 cząsteczki amoniaku rozmieszczone płasko w konfiguracji cis. Stosowana jest jako lek cytostatyczny w chemioterapii kilku rodzajów nowotworów złośliwych.
Jej diastereoizomer, transplatyna, jest nieaktywna terapeutycznie. Jest to sytuacja szczególna, gdyż inne związki o ogólnym wzorze PtCl2X2 (gdzie X = azotowa zasada heterocykliczna, np. reszta pirydyny lub tiazolu) wykazują aktywność zarówno w formie cis, jak i trans.

Budowa cis- i transplatyny

## Mechanizm działania
Jest to chemioterapeutyk fazowo niespecyficzny, swoisty dla cyklu komórkowego. Jego działanie polega na utworzeniu krzyżowych wiązań między sąsiadującymi nićmi DNA oraz w obrębie tej samej nici. Tworzenie tych poprzecznych wiązań uniemożliwia replikację DNA i podział komórki. Wywiera też wpływ na funkcje metaboliczne, uruchamiając proces apoptozy komórki.
Dla prawidłowego funkcjonowania leków z tej grupy konieczna jest obecność dwóch ligandów aktywnych chemicznie, będących względem siebie w położeniu cis (w cisplatynie są to atomy chloru), oraz dwóch ligandów niereaktywnych, obojętnych elektrycznie (w cisplatynie funkcję tę pełnią cząsteczki amoniaku). Reaktywne atomy chloru są wymieniane w procesie substytucji nukleofilowej na atomy azotu zasad guanylowych w łańcuchu DNA.

## Zastosowanie
- rak jądra
- rak płuca
- rak pęcherza moczowego
- rak jajnika
- rak szyjki macicy i rak trzonu macicy
- nowotwory głowy i szyi
- czerniak złośliwy
- mięsaki
- rak kory nadnerczy

Istnieją doniesienia o skuteczności cisplatyny w trakcie leczenia u chorych na raka sutka z istniejącą mutacją BRCA1.

## Działania niepożądane
- nudności i wymioty (najsilniejsze ze wszystkich cytostatyków, utrzymujące się w niektórych przypadkach do dwóch tygodni po odstawieniu leku)[9],
- upośledzenie pracy nerek,
- neuropatie[10], drętwienie kończyn,
- uszkodzenie słuchu (szum w uszach, rzadko głuchota),
- objawy grypopodobne (gorączka, dreszcze),
- możliwość indukowania wtórnych nowotworów (nieudowodnione u ludzi)[11],
- supresja szpiku (zwykle łagodna),
- łysienie (rzadko),
- obniża dość mocno morfologię krwi (krwinki białe WBC, krwinki czerwone RBC i płytki krwi PLT).

Aby zmniejszyć właściwości ematogenne podaje się w połączeniu skojarzonym aprepitant i ondansetron, czasem dołączając jeszcze deksametazon. Neuropatie pomaga zwalczyć np. pregabalina, gabapentyna. Działanie mielotoksyczne hamuje się podając leki z grupy G-CSF.

## Dawkowanie
Cisplatynę podaje się dożylnie we wlewie kroplowym lub niekiedy miejscowo (np. dopęcherzowo).